# 罗马尼亚社会主义共和国英雄
罗马尼亚社会主义共和国英雄（羅馬尼亞語：Erou al Republicii Socialiste România）是罗马尼亚社会主义共和国政府设立的最高荣誉称号。

## 历史
它由1971年5月6日第166号政府法令设立。在获得该称号的同时，也同时获得金星奖章和社会主义胜利勋章。金星奖章应佩戴在胸部左侧，位置高于其他所有勋章。
罗马尼亚共产党总书记尼古拉·齐奥塞斯库于1971年5月首次获得该称号。
1989年羅馬尼亞革命爆发，共产党政权倒台。该荣誉称号也随之被废除。

## 样式
罗马尼亚社会主义共和国英雄金星奖章为五角星形。奖章的主体由14kt纯金制成，最上部的一角设有卡环，通过挂钩与挂带相连。
五角星中央部分刻有一个直径为50毫米的圆。中部刻有罗马尼亚社会主义共和国国徽图案，尺寸为13 x 15毫米。图案周围刻有直径为20毫米银制皇冠圆圈，上面镶嵌有22颗钻石。

## 获授者
- 尼古拉·齐奥塞斯库（三次：1971年，1978年和1988年）
- 约瑟普·布罗兹·铁托（1972年5月）[4]
- 扬·格奥尔基·毛雷尔（1972年9月）[5]
- 胡安·裴隆（1974年）
- 埃列娜·齐奥塞斯库（1989年）[6]